# Vox Christi

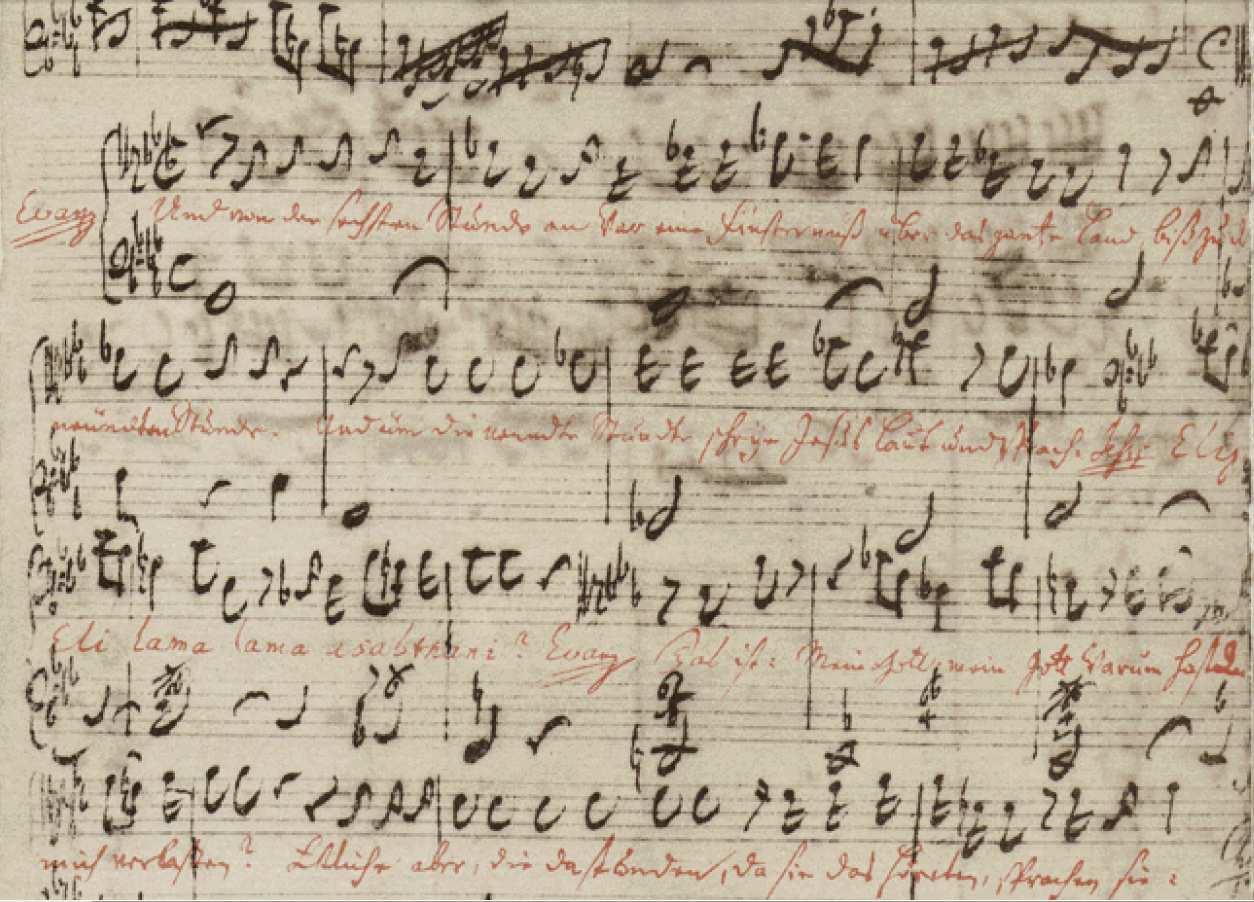
Fragment de partition manuscrite de la Passion selon saint Matthieu de Jean-Sébastien Bach (Bibliothèque d'État de Berlin). On y voit l'alternance de l'Évangéliste et de la Vox Christi, où Jésus s'exclame (Mt. 27-46) : « Elij Eli lama lama asabthani ? » (sic).

La vox Christi (latin pour voix du Christ) désigne la voix de basse représentant Jésus dans la musique de Johann Sebastian Bach et d'autres compositeurs. Cette figure se retrouve particulièrement dans les passions de Bach. Dans la Passion selon saint Jean, la Passion selon saint Matthieu et la Passion selon saint Marc, qui est perdue, le chanteur restitue exactement les paroles de le Bible traduite par Martin Luther.
Par contraste, l’Évangéliste dans la musique de Bach est toujours un ténor qui rapporte les mots de la Bible en récitatif dans les Passions, l'Oratorio de Noël, ainsi que dans l’oratorio de l’Ascension de Lobet Gott in seinen Reichen, BWV 11. L’Évangéliste est vraiment un évangéliste, celui qui porte la bonne parole, alors que le chanteur basse n’est pas Jésus Christ. C'est pourquoi sa partie est traditionnellement appelée vox Christi (voix du Christ). Les paroles du Christ dans la Passion selon St Jean  se présentent comme des récitatifs proches de l’arioso, dans la Passion selon Matthieu  ils sont mis en valeur par un accompagnement à quatre parties (deux violons, alto et basse continue).

## Chanteurs devox Christi
Quelques basses et barytons sont particulièrement reconnus pour leurs interprétations de Jésus dans les passions de Bach dont :
- Dietrich Fischer-Dieskau
- Kieth Engen
- Franz Kelch
- Max van Egmond
- Klaus Mertens
- Peter Kooy

## Lavox Christidans les cantates
La vox Christi est présente dans plusieurs cantates de Johann Sebastian Bach.
1714
Dans Himmelskönig, sei willkommen, BWV 182, (25 mars 1714), première cantate de Bach à Weimar, pour le dimanche des Rameaux coïncidant avec l'Annonciation, des versets du Livre des psaumes sont présentés comme si Jésus les disait lui-même, dans le seul récitatif de la cantate, lequel se développe en Arioso : Siehe, ich komme, im Buch ist von mir geschrieben.
Dans Erschallet, ihr Lieder, erklinget, ihr Saiten! BWV 172 (20 mai 1714) pour la Pentecôte la basse chante les paroles du Christ tirées de l'Évangile selon Jean : Wer mich liebet, der wird mein Wort halten.
Dans Nun komm, der Heiden Heiland, BWV 61, (2 décembre 1714 la basse chante les paroles du Christ tirées de l'Apocalypse : Siehe, ich stehe vor der Tür und klopfe an. So jemand meine Stimme hören wird und die Tür auftun, zu dem werde ich eingehen und das Abendmahl mit ihm halten und er mit mir.
1715
Dans Barmherziges Herze der ewigen Liebe, BWV 185, (14 juillet 1715), la basse résume les remontrances du Sermon sur la montagne, toutes introduites par les mots-clef : Das ist der Christen Kunst.
Dans Bereitet die Wege, bereitet die Bahn! BWV 132, (22 décembre 1715) la question Wer bist du? (qui es-tu?) posée à Jean dans la Bible est attribuée à la basse, comme si Jésus posait la question à l'auditeur.
1716
Dans Mein Gott, wie lang, ach lange? BWV 155, (19 janvier 1716), à de graves questions il est répondu par des paroles de consolation, chantées par la basse comme vox Christi, presque comme un arioso sur les mots : Damit sein Gnadenlicht dir desto lieblicher erscheine.
1723
Dans O Ewigkeit, du Donnerwort, BWV 60, (7 novembre 1723) la basse, voix du Christ, répond en dialogue trois fois un récitatif  Selig sind die Toten.
1724
Dans Schau, lieber Gott, wie meine Feind, BWV 153, (2 janvier 1724) les mots tirés de Isaïe 41:10, Fürchte dich nicht, ich bin mit dir, sont attribués à la basse comme si Jésus les prononçait.
Dans Mein liebster Jesus ist verloren, BWV 154, (9 janvier 1724) la basse chante dans un arioso la réponse de Jésus aux interrogations désespérées des parents : Wisset ihr nicht, daß ich sein muß in dem, das meines Vaters ist?.
Dans Jesus schläft, was soll ich hoffen? BWV 81, (30 janvier 1724) la basse chante en un arioso central au sein de la cantate, la question de Jésus : Ihr Kleingläubigen, warum seid ihr so furchtsam?.
La cantate Wo gehest du hin? BWV 166, (7 mai 1724) s'ouvre par la basse chantant une citation de l'Évangile, le troisième message d'adieu, mais lui donne un sens plus général en s'interrogeant sur la direction de la vie.
Dans la cantate Wahrlich, wahrlich, ich sage euch BWV 86,  (14 mai 1724) la basse chante trois fois la promesse du message d'adieu  de Jésus dans le premier mouvement.
Dans Jesu, der du meine Seele BWV 78, (10 septembre 1724) un récitatif pour la basse, Die Wunden, Nägel, Kron und Grab, est accompagné par les cordes, comme une réminiscence de la vox Christi dans la Passion selon saint Matthieu.
Selig ist der Mann BWV 57, (26 décembre 1724) est un dialogue entre l'âme et Jésus.
1725
Dans le premier mouvement de Sie werden euch in den Bann tun, BWV 183, (13 mai 1725) l'annonce de Jésus tirée du deuxième message d'adieu est construite comme un récitatif de cinq mesures seulement, accompagné de  longs accords des quatre hautbois, deux hautbois da caccia et deux hautbois d'amour sur un pédale du continuo, donnant un effet « sépulcral » au son.
1726
Le mouvement central de Brich dem Hungrigen dein Brot, BWV 39, (23 juin 1726) est une ligne de l'Épître aux Hébreux 13:16, Wohlzutun und mitzuteilen vergesset nicht. Bach l'a écrit comme si Jésus prononçait lui-même les paroles, entre une arioso et une aria.
Dans Siehe, ich will viel Fischer aussenden, BWV 88 (21 juillet 1726), cinquième dimanche après la Trinité, l'Évangéliste commence le deuxième avec un récitatif sur Luc 5-10, Jesus sprach zu Simon, le discours direct suivant de Jésus appelant Piere son disciple est chanté par la basse : Fürchte dich nicht, den von nun an wirst du Menschen fahen.
Dans le mouvement central de Es ist dir gesagt, Mensch, was gut ist, BWV 45, (11 août 1726) au début de la 2e partie, la vox Christi apparaît dans une aria .
Le mouvement central de Es wartet alles auf dich, BWV 187, (4 août 1726) est Darum sollt ihr nicht sorgen, tiré du Sermon sur la montagne. Les paroles de Jésus sont chantées par la basse, accompagnée par les violons à l'unisson, participant aussi à leurs motifs. 
Dans Herr, deine Augen sehen nach dem Glauben, BWV 102, (25 août 1726), Bach a lui-même indiqué Arioso le  mouvement 4 pour la basse sur les mots de Romains 2:4—5, Verachtest du den Reichtum seiner Gnade.
1731 « particulièrement virtuose, à moitié comme un concerto de Vivaldi, à moitié comme une scène d'opéra »
In Wachet auf, ruft uns die Stimme, BWV 140, (25 novembre 1731) Jésus « apparaît » avec « l'âme » dans le troisième mouvement, un duo pour soprano et basse, Wann kommst du, mein Heil?.
1732?
Dans Es ist das Heil uns kommen her, BWV 9, trois récitatifs de basses basés sur des strophes du choral peuvent être considérés comme un sermon sur la foi luthérienne basée sur le Sermon sur la montagne.